# Cristian Valenzuela
Cristian Exequiel Valenzuela Guzmán (Santiago, 28 de abril de 1983) es un deportista chileno que compite en atletismo adaptado. Ha participado en todos los Juegos Paralímpicos desde Pekín 2008, y obtuvo medalla de oro en la prueba de 5000 m de Londres 2012, logrando la primera medalla paralímpica para Chile. Valenzuela tiene una ceguera total, por lo cual participa en la categoría T-11 del atletismo adaptado.

## Biografía

### Inicios en el deporte
Perdió el sentido de la vista a los 12 años, producto de un glaucoma congénito. Tras dicho evento, decidió reorientar su vida para superar la depresión en que se encontraba, y comenzó a practicar atletismo.
Su primera participación en unos Juegos Paralímpicos fue en la cita de Pekín 2008, donde compitió en los 1500 m en la categoría T-11, acompañado por Claudio Vargas, quien además de guía era su entrenador, en la cual obtuvo un tiempo de 4:27.94, rompiendo su anterior récord nacional de 4:35.54. En el Campeonato Open de Atletismo de Buenos Aires 2011 rompería por tercera vez su propio récord en los 1500 m, junto a su guía Raúl Moya y Francisco Muñoz, marcando un tiempo de 4:18.10. En dicha competencia también rompió el récord panamericano en 5000 m.

### Campeón mundial y paralímpico

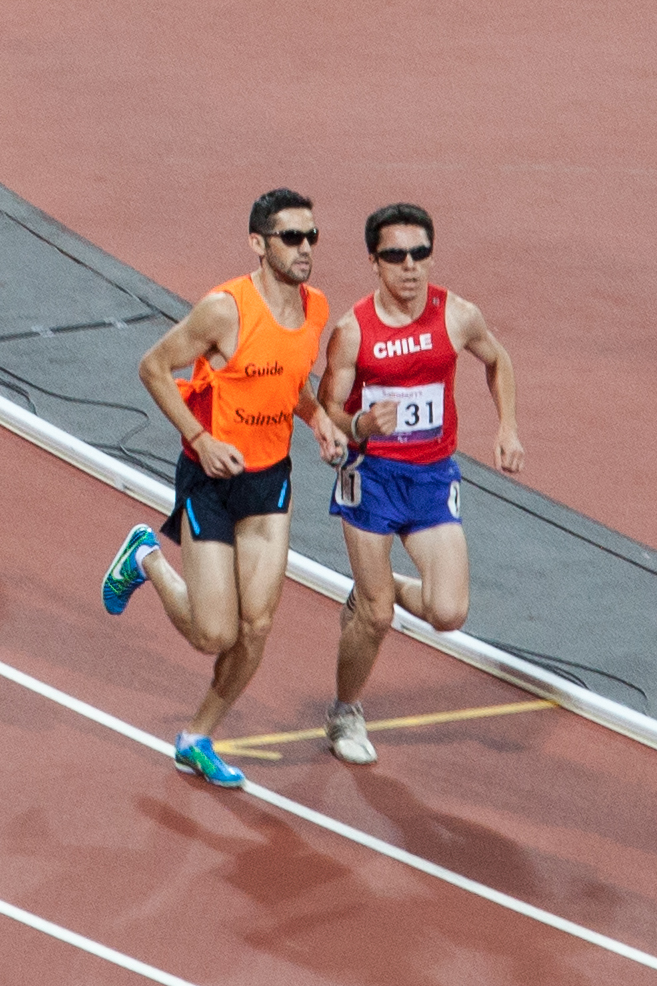
Valenzuela en los 5000 metros en Londres 2012.

A fines de 2010 asumió como su guía el atleta Cristopher Guajardo, con quien logró sus primeros éxitos internacionales en el Campeonato Mundial de Atletismo organizado por el Comité Paralímpico Internacional en Christchurch (Nueva Zelanda), donde obtuvo el primer lugar en la carrera de maratón, y el segundo lugar en los 10 mil metros, ambos en la categoría T-11.
En los Juegos Paralímpicos de 2012, participó en las carreras de maratón, 1500 m y 5000 m. El 5 de septiembre quedó cuarto en la prueba de 1500 m, con una marca personal de 4:07,79, quedando a 0,23 segundos del podio, siendo superado por el canadiense Jason Dunkerley quien obtuvo la medalla de bronce. El 7 de septiembre participó en la prueba de 5000 m acompañado de su guía, Christopher Guajardo. Allí, obtuvo un tiempo de 15:26,26, quedándose con la medalla de oro, seguido por el canadiense Dunkerley y el japonés Shinya Wada. Esta fue la primera vez que Chile obtuvo una medalla en los Juegos Paralímpicos, tras 20 años de su debut en los Juegos Paralímpicos de Barcelona 1992.
En diciembre de 2012 obtuvo el «Premio al mejor Deportista del año» junto con el gimnasta Tomás González. También fue galardonado con el Premio Nacional del Deporte 2012, en agosto de 2013.

### Competiciones tras Londres 2012

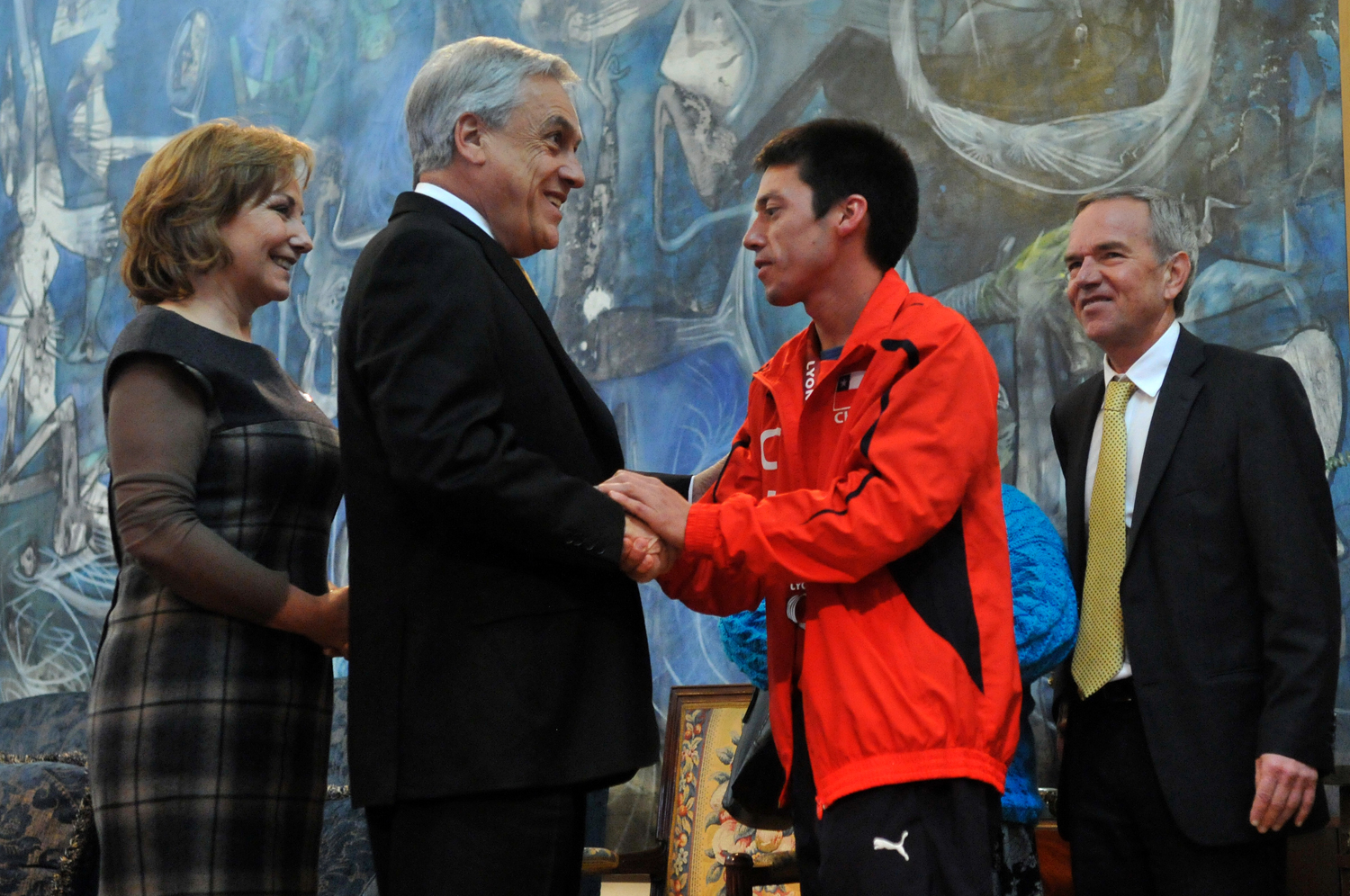
Valenzuela junto al presidente Sebastián Piñera en 2013.

En julio de 2013, participó en el Mundial de Atletismo Adaptado celebrado en Lyon (Francia), junto con los guías Rodrigo Mellado y Lucas Jaramillo, donde obtuvo medalla de plata en los 5000 m y 1500 m y medalla de oro en la maratón.
En marzo de 2014 participó en los Juegos Parasuramericanos de 2014, celebrados en su natal Santiago de Chile, donde obtuvo medalla de oro en los 1500 m en la categoría T-11.
También, en octubre 26 corrió el Maratón de Frankfurt junto a sus guías Raúl Moya y Francisco Muñoz, logrando un nuevo récord americano de maratón en la categoría T11, de 2h:40:09.
En agosto de 2015, en el marco de los Juegos Parapanamericanos de 2015 de Toronto obtiene la medalla de plata en los 5000 m categoría T-11 luego de que el ganador fuese descalificado y Valenzuela ascendiera del tercer al segundo lugar.
En octubre de 2015, en el Mundial de Atletismo Adaptado celebrado en Doha (Catar), acompañado de sus guías Raúl Moya y Mauricio Valdivia, obtuvo una medalla de oro en los 5000 m en la categoría T-11, con un tiempo de 15'52"64.
En 2016 participó en la categoría T-11 en los Juegos Paralímpicos de Río de Janeiro, junto al guía Jonathan Bolados, sin embargo resultó descalificado. En junio de 2021 se anunció que Valenzuela participará en los Juegos Paralímpicos de Tokio 2020 en un cupo entregado a Chile en atletismo.